# バンクギャランティー
バンクギャランティーとは、輸入者がB/Lなしで貨物を引き取ろうとする時に船会社に差し入れる保証書で、銀行の連帯保証が付与されたもの。L/Gの一種。
本来、3通のオリジナルB/Lが発行された船積の場合、貨物の引取りには1/3通以上のオリジナルB/Lが必要であるが、日中・日韓等の近海輸送においては荷送人が発送するオリジナルB/Lよりも貨物が先に到着してしまう、という事態が起こりうる。また、近海輸送以外においても信用状取引を利用した場合にオリジナルB/Lを含む船積書類の到着が遅くなる危険性は常に存在する。
通常、オリジナルB/L未着のままコンテナターミナルに貨物を放置しておけば、フリータイムを超過し、デマレージ等のチャージが発生してしまう。そのため、輸入者としてはオリジナルB/Lの到着を待たずに早期に貨物の引取りを行いたいと考える。
だが、オリジナルB/Lを所有していない輸入者に対し貨物を引き渡した場合、貨物の引渡しを行った船会社はオリジナルB/Lを持った“善意の第三者”に対して対抗できない、というリスクがある。そのため、通常は船会社はオリジナルB/Lを持たない輸入者に対し貨物の引渡しを拒否する。
そのため、輸入者は銀行（通常はL/C発行銀行)に依頼し、連帯保証人となってもらうことで信用を上乗せした上で船会社に保証書を差し入れ、貨物の引取りを行う、という手順を踏む。この銀行の保証の付いた保証書をバンクギャランティーと言う。

## メリットとデメリット
前述の様に、輸入者としてはオリジナルB/Lの到着を待つことなく貨物の引取りを行うことが出来る点が最大のメリットである。
但し、輸入者のデメリットとして、連帯保証人になってもらう銀行に対し、担保の差し入れと保証料・手数料が発生するという点が上げられる。この保証料は保証している期間の日割りで料率が決まるため、輸入者はオリジナルB/Lを入手次第、速やかに船会社に差し入れてバンクギャランティーを回収した上で、銀行に返却する必要がある。
輸出者の側では、全く関知しない状態で輸入者・船会社・銀行の間で行われている場合もあり、特段のメリット・デメリットはないと言える。
強いて言えば銀行が間に入ることで極小化されているとは言え、貨物を持ち逃げされる等のリスクが０ではない、という点がデメリットであり、銀行がリスクを取って貨物の引取りを行わせているため、(L/C取引では)ディスクレを理由とした不払い(アンペイド)が成立し難い点がメリットと言えよう。
保証を付与する銀行としては、手数料収入が見込める。但し、輸入者が貨物を持ち逃げしてしまう、というリスクは存在する（そのための担保は押さえているのが通常であるが）。

## シングルL/G
輸入者の信用が高い場合、単独で（銀行の保証なしで）保証書を差し入れることで貨物の引渡しを受けることができる場合もある。この場合の保証書をシングルL/Gと呼ぶ。